# Чорба се чује и без струје!
Чорба се чује и без струје! је  албум уживо српског и југословенског рок бенда Рибља чорба. Објављен је 19. марта 2015. године под окриљем издавачке куће M Factory, а на њему се налази двадесет и девет песама.
Песме су са концерта одржаног 31. октобра и 1. новембра 2014. године у Сава центру у Београду. Песме Волео сам те и Од грешке до грешке су претходно неизвођене песме.

## Листа песама
| №   | Назив                         | Трајање |  |
| 1.  | Ја је гледам како спава       | 4:56    |  |
| 2.  | Било је жена                  | 4:41    |  |
| 3.  | Напољу                        | 5:09    |  |
| 4.  | Ужасно ми недостаје           | 3:33    |  |
| 5.  | Једино моје                   | 5:04    |  |
| 6.  | Последња песма о теби         | 4:50    |  |
| 7.  | Волео сам те                  | 4:21    |  |
| 8.  | Ево ти за такси               | 3:09    |  |
| 9.  | Остаћу слободан               | 2:40    |  |
| 10. | Волим волим жене              | 2:41    |  |
| 11. | Немој срећо немој данас       | 3:21    |  |
| 12. | Два динара друже              | 3:48    |  |
| 13. | Немој да идеш мојом улицом    | 2:59    |  |
| 14. | Како је лепо бити глуп        | 2:18    |  |
| 15. | У два ће чистачи однети ђубре | 3:11    |  |
| 16. | Зелена трава дома мог         | 3:52    |  |
| 17. | Нећу да испаднем животиња     | 4:02    |  |
| 18. | Да то сам ја                  | 4:29    |  |
| 19. | Принц                         | 5:18    |  |
| 20. | Од грешке до грешке           | 4:23    |  |
| 21. | Авиону сломићу ти крила       | 4:14    |  |
| 22. | Амстердам                     | 4:14    |  |
| 23. | Где си у овом глупом хотелу   | 5:21    |  |
| 24. | Остани ђубре до краја         | 4:52    |  |
| 25. | Кад сам био млад              | 4:09    |  |
| 26. | Кад падне ноћ                 | 6:48    |  |
| 27. | Погледај дом свој анђеле      | 4:20    |  |
| 28. | Љубав овде више не станује    | 4:13    |  |
| 29. | Добро јутро                   | 6:35    |  |